# Рид, Огден
Огден Роджерс Рид (англ. Ogden Rogers Reid; 24 июня 1925, Нью-Йорк — 2 марта 2019, Уоккабук, округ Уэстчестер, штат Нью-Йорк) — американский политик и дипломат, член Палаты представителей США от 26-го (1963—1973) и 24-го (1973—1975) избирательных округов штата Нью-Йорк, посол США в Израиле (1959—1961).

## Биография
Огден Рид родился 24 июня 1925 года в Нью-Йорке. Его родители, Огден Миллс Рид (1882—1947) и Хелен Роджерс Рид (1882—1970), были редакторами и издателями газеты «New York Herald Tribune». В 1938—1940 годах Огден Рид учился в школе Fountain Valley School в Колорадо-Спрингс, а затем, в 1940—1943 годах, — в Дирфилдской академии в Массачусетсе.
В 1943 году, после окончания Дирфилдской академии, Рид был зачислен в Армию США. Он служил в 11-й воздушно-десантной дивизии, сначала рядовым, а к окончанию службы в 1946 году — первым лейтенантом. Впоследствии, будучи в армейском резерве, Рид получил чин капитана. С 1946 года Рид учился в Йельском университете, окончив его в 1949 году со степенью бакалавра искусств (A.B.). В 1949 году он женился на Мэри Луизе Стюарт (Mary Louise Stewart).
В 1950—1953 годах Огден Рид работал на разных должностях в газете «New York Herald Tribune» — корреспондентом, колумнистом, а также выполнял другие обязанности. С 1954 года он был президентом европейского издания, с 1954 года — вице-президентом, а с 1955 года — президентом и редактором газеты «New York Herald Tribune». В 1958 году из-за плохого финансового состояния дел было принято решение избавиться от газетного бизнеса, и «New York Herald Tribune» была продана Джону Хэю Уитни, занимавшему в то время пост посла США в Великобритании. В то время Рид также был членом советов директоров Компании Панамского канала (1956—1959) и Massachusetts Mutual Life Insurance Company (1957—1960).
5 июня 1959 года Сенат США подтвердил назначение Рида на пост чрезвычайного и полномочного посла США в Израиле. Он вступил в должность 2 июля 1959 года и работал послом до 19 января 1961 года. В течение этих полутора лет Рид активно взаимодействовал по разным вопросам с министром иностранных дел Израиля Голдой Меир.
В ноябре 1962 года Рид участвовал в выборах члена Палаты представителей США от 26-го избирательного округа штата Нью-Йорк. Будучи кандидатом от республиканской партии, он победил представителя демократической партии Стэнли Чёрча, набрав около 61 % голосов. После этого Рид ещё пять раз побеждал на выборах в Конгресс США, проходивших каждые два года: в 1964, 1966, 1968 и 1970 годах — от 26-го избирательного округа, а в 1972 году, после перехода из республиканской в демократическую партию, — от 24-го избирательного округа штата Нью-Йорк. Таким образом, он был членом Палаты представителей США в течение 12 лет — с 3 января 1963 года до 3 января 1975 года.
Во время работы в Палате представителей США Рид поддерживал меры, направленные на помощь бедным слоям населения, а также на борьбу с нарушениями прав человека. Будучи республиканцем, он в голосованиях нередко присоединялся к демократическому большинству палаты. 22 марта 1972 года он объявил о том, что оставляет республиканскую партию и присоединяется к демократической, объяснив этот шаг нежеланием поддерживать переизбрание президента Ричарда Никсона. В частности, Рид был против продолжения войны во Вьетнаме, а также не одобрял ряд назначений в Верховный суд США.
В декабре 1973 года Рид объявил, что он не будет выставлять свою кандидатуру на выборах 1974 года в Конгресс США. Вместо этого, он решил побороться за пост губернатора штата Нью-Йорк, но в июне 1974 года объявил о своём выходе из предвыборной кампании. В 1975—1976 годах Рид работал членом комиссии штата Нью-Йорк по охране окружающей среды.
Огден Рид скончался 2 марта 2019 года в Уоккабуке (округ Уэстчестер, штат Нью-Йорк). Он был похоронен на кладбище «Слипи-Холлоу» («Сонная Лощина»), расположенном в деревне Слипи-Холлоу (округ Уэстчестер, штат Нью-Йорк).